# Југоисточна дивизија (НХЛ)
Југоисточна дивизила НХЛ лиге (енгл. Southeast Division) је једна од три дивизије у оквиру Источне конференције хокејашке НХЛ лиге. Основана је у сезони 1998/99. услед проширења лиге.
Две екипе из ове дивизије су освајале трофеј Стенли купа од њеног оснвања. Били су то Тампа беј лајтнингси 2004. и Каролина харикенси 2006. године.
Од сезоне 2010/11. франшиза Атланта трашерса је преименована у Винипег џетси.

## Тренутни чланови
| Клуб                 | Град      | Држава           | Титула |
| -------------------- | --------- | ---------------- | ------ |
| Вашингтон капиталси  | Вашингтон | Вашингтон (град) | 6      |
| Винипег џетси        | Винипег   | Манитоба         | 1*     |
| Каролина харикенси   | Рали      | Северна Каролина | 3      |
| Тампа беј лајтнингси | Тампа     | Флорида          | 2      |
| Флорида пантерси     | Санрајз   | Флорида          | 0      |

- Као франшиза Атланта трашерси

## Историјат
Дивизија је формирана 1998. године а главни разлог за њен настанак било је ширење лиге. Екипе Вашингтона, Тампе и Флориде су пресељене из Атлантске дивизије, а Каролина из Североисточне. Тако су у првој сезони 1998/99. дивизију чинила четири поменута клуба.
Већ наредне сезоне у дивизију је укључена екипа Атланте и број клубова је повећан на 5. Након сезоне 2010/11. франшиза Атланта трашерси је пресељена у Винипег (Винипег џетси). Џетси су тако преузели место Трашерса у дивизији у сезони 2011/12. али је предвиђено да због велике удаљености од осталих градова у дивизију од сезоне 2012/13. се изврши нова прерасподела тимова у дивизији.

## Пласмани по сезонама
| Сезона   | 1. место         | 2. место         | 3. место        | 4. место        | 5. место        |
| -------- | ---------------- | ---------------- | --------------- | --------------- | --------------- |
| 1998/99. | Харикенси (86)   | Пантерси (78)    | Капиталси (68)  | Лајтнингси (47) |                 |
| 1999/00. | Капиталси (102)  | Пантерси (98)    | Харикенси (84)  | Лајтнингси (54) | Трашерси (39)   |
| 2000/01. | Капиталси (96)   | Харикенси (88)   | Пантерси (66)   | Трашерси (60)   | Лајтнингси (59) |
| 2001/02. | Харикенси (91)   | Капиталси (85)   | Лајтнингси (69) | Пантерси (60)   | Трашерси (54)   |
| 2002/03. | Лајтнингси (93)  | Капиталси (92)   | Трашерси (74)   | Пантерси (70)   | Харикенси (61)  |
| 2003/04. | Лајтнингси (106) | Трашерси (78)    | Харикенси (76)  | Пантерси (75)   | Капиталси (59)  |
| 2004/05. | Локаут           | Локаут           | Локаут          | Локаут          | Локаут          |
| 2005/06. | Харикенси (112)  | Лајтнингси (92)  | Трашерси (90)   | Пантерси (85)   | Капиталси (70)  |
| 2006/07. | Трашерси (97)    | Лајтнингси (93)  | Харикенси (88)  | Пантерси (86)   | Капиталси (70)  |
| 2007/08. | Капиталси (94)   | Харикенси (92)   | Пантерси (85)   | Трашерси (76)   | Лајтнингси (71) |
| 2008/09. | Капиталси (108)  | Харикенси (97)   | Пантерси (93)   | Трашерси (76)   | Лајтнингси (66) |
| 2009/10. | Капиталси (121)  | Трашерси (83)    | Харикенси (80)  | Лајтнингси (80) | Пантерси (77)   |
| 2010/11. | Капиталси (107)  | Лајтнингси (103) | Харикенси (91)  | Трашерси (80)   | Пантерси (72)   |
| 2011/12. | Пантерси (94)    | Капиталси (92)   | Лајтнингси (84) | Џетси (84)      | Харикенси (82)  |
| 2012/13. |                  |                  |                 |                 |                 |

- Зеленом бојом су означене екипе које су се пласирале у плејоф. Број у загради испод имена клуба означава број освојених бодова у регуларном делу сезоне.